# Самойленко (хутор)
Самойленко — хутор в Подгоренском районе Воронежской области Российской Федерации. Входит в Скорорыбское сельское поселение.

## География
Хутор, как и вся Воронежская область, живёт по Московскому времени.

## Население
| 1859 | 1897 | 2010 |
| ---- | ---- | ---- |
| 540  | ↗733 | ↘52  |

## Улицы
В селе есть улица Мира и 2 переулка — Берёзовый и Садовый.